# Lökoxalis
Lökoxalis (Oxalis debilis) är en harsyreväxtart som beskrevs av Carl Sigismund Kunth. Lökoxalis ingår i släktet oxalisar, och familjen harsyreväxter. Arten förekommer tillfälligt i Sverige, men reproducerar sig inte.

## Underarter
Arten delas in i följande underarter:
- O. d. corymbosa
- O. d. debilis